# Illés Nándor
Illés Nándor (Királyfiapuszta, 1836. május 15. – Palánka, 1907. május 2.) erdész, a magyar erdészeti szakirodalom jelentős úttörője.

## Élete
Tanulmányait 1858-1861 között a selmecbányai Erdészeti Akadémián végezte.
Előbb a Coburg hercegi erdőbirtokon szolgált, majd 1868-ban a selmecbányai Erdészeti Akadémiára került. Ott mint segédtanár, majd tanár magyar nyelven tanított 1872-ig. Növénytant, erdőműveléstant, vadászattant és iparműtant adott elő. Az akadémia botanikus kertjeit is fejlesztette.
Ekkor Károlyi György birtokán a Nyírségben vállalt erdőmesteri állást, majd 1878-ban az Esterházy hercegi hitbizományban erdőfelügyelő, de alig egy év után állami szolgálatba került, és 1881-től a Földművelésügyi Minisztérium erdőfelügyelői osztályát vezette, 1891-ben történt nyugalomba vonulásáig. Magyar nyelvű erdőőri szakiskolák alapításával is foglalkozott. Megtette az első lépéseket Magyarország erdészeti célú növényföldrajzi leírásához.
Szakirodalmi munkássága során sokat tett a magyar erdészeti szaknyelv megteremtése érdekében.

## Emlékezete
- Mellszobra 1962-ben avatták fel Sopronban

## Művei
- 1868 Magyar-német és német-magyar erdészeti műszótár. Budapest. (tsz.)
- 1871 Erdőtenyésztéstan. Buda.
- 1885 A futóhomok megkötése, befásítása és használata. Budapest.
- 1907 A vadőr. Budapest.

Sok cikke jelent meg az Erdészeti Lapokban.